# Alarme falso de míssil no Havaí em 2018
Na manhã do dia 13 de janeiro de 2018, um alerta de míssil balístico foi emitido através do Sistema de Alerta de Emergência e do Sistema de Alerta Móvel Comercial pela televisão, rádio e telefones celulares no estado do Havaí. O alerta foi enviado às 8h07min no horário local. Pessoas no Havaí relataram ter visto o alerta em seus smartphones. Muitas capturas de tela do alerta push foram compartilhadas em plataformas de mídia social, como o Twitter. O alerta dizia, exatamente:
BALLISTIC MISSILE THREAT INBOUND TO HAWAII. SEEK IMMEDIATE SHELTER. THIS IS NOT A DRILL.
Trinta e oito minutos depois, as autoridades estaduais emitiram uma segunda mensagem, dizendo que a primeira era um alarme falso. A falha foi causado por um erro de comunicação durante um exercício na Agência de Gerenciamento de Emergências do Havaí. O governador David Ige desculpou-se publicamente pelo alerta errôneo. A Comissão Federal de Comunicações e a Câmara dos Representantes do Havaí iniciaram investigações sobre o incidente, levando à renúncia do administrador de gerenciamento de emergência do estado.